# Molophilus (Molophilus) raptor
Molophilus (Molophilus) raptor is een tweevleugelige uit de familie steltmuggen (Limoniidae). De soort komt voor in het Neotropisch gebied.